# Русско-калмыцкие конфликты в Южном Зауралье в первой половине XVII века
Русско-калмыцкие конфликты в Южном Зауралье в первой половине XVII века- ряд вооруженных столкновений между Русским царством с одной стороны, и кочевавшими в это время на территории южного Зауралья калмыцкими племенами с другой стороны. Столкновения начались с момента опустения южно-уральских степей и заселения ими калмыками (ойратами), перекочевавшими в конце XVI века из западных степей Монголии, и разгрома Сибирского ханства и продвижения русских с севера и северо-запада по реке Тобол. В результате ,разорению подверглись немногочисленные русские поселения на реке Исеть, такие как Катайский острог,Далматов Монастырь и их окрестности. Так же калмыки устраивали набеги на оседлое татарское и башкирское «ясачное» население, отбирая у них ясак. Притеснения со стороны калмыков и бездействие со стороны русских властей стали одними из причин башкирского восстания 1662-1664. Жалобы населения на калмыков и временное прекращение уплаты «ясачной подати» привели к тому , что тобольские воеводы стали из Тобольска и Тюмени отправлять отряды из «служилых людей и татар» для противодействия набегам. Столкновения продолжались до 40-х годов XVII века. Опасность набегов была ликвидирована только после того, как калмыки заключили договор с местными властями и откочевали далее на запад, на территории между реками Волга и Дон.

## Принятие в подданство калмыков
Первое прошение о переходе калмыков под власть «Белого Царя» подал в 1607 году "колмацкий тайша Кугонай Тубиев". В обмен на право кочевать в пределах российского государства калмыки обещали выплачивать дань скотом (лошадьми и верблюдами). С ойратской стороны к переговорами подключились тайши Далай-Батыр (дербеты) и Хо-Урлюк (торгуты). В 1608 году калмыцкое посольство прибыло в Москву и было принято сначала Посольским приказом, а затем и царем Василием Шуйским.